# Ierland op de Olympische Zomerspelen 1956
Ierland nam deel aan de Olympische Zomerspelen 1956 in Melbourne, Australië en Stockholm, Zweden (onderdelen paardensport). Voor het eerst won Ierland medailles op meerdere sporten. Bovendien was het totaalaantal van vijf een record, dat tot op heden nog niet is geëvenaard.

## Medailleoverzicht
| Sport    | Olympiër      | Discipline | Medaille |
| -------- | ------------- | ---------- | -------- |
| Atletiek | Ron Delany    | 1500m (m)  | Goud     |
| Boksen   | Fred Tiedt    | -67kg (m)  | Zilver   |
| Boksen   | John Caldwel  | -51kg (m)  | Brons    |
| Boksen   | Fred Gilroy   | -54kg (m)  | Brons    |
| Boksen   | Anthony Byrne | -60kg (m)  | Brons    |

## Deelnemers en resultaten

### Atletiek
| Olympiër        | Discipline      | Resultaat | Prestatie                                      |
| --------------- | --------------- | --------- | ---------------------------------------------- |
| Ron Delany      | 1500m (m)       | Goud      | serie 2: 3de in 3.47,48 finale: 1ste in 3.41,2 |
| Eamonn Kinsella | 110m horden (m) | 15e       | serie 1: 4de in 14,66                          |
|                 |                 |           |                                                |
| Maeve Kyle      | 100m (v)        | 24e       | serie 4: 6de in 12,3                           |
| Maeve Kyle      | 200m (v)        | 27e       | serie 1: 5de in 26,4                           |

### Boksen
| Olympiër         | Discipline  | Resultaat | Prestatie |
| ---------------- | ----------- | --------- | --- |
| John Caldwell    | -51kg (m)   | Brons     | 1ste ronde: vrij 2de ronde: W van BUR Best: knock-out kwartfinale: W van AUS Batchelor: punten halve finale: V van ROU Dobrescu: punten           |
| Frederick Gilroy | -54kg (m)   | Brons     | 1ste ronde: vrij 2de ronde: W van URS Stepanov: knock-out kwartfinale: W van ITA Sitri: punten halve finale: V van GER Behrendt: punten           |
| Martin Smyth     | -57kg (m)   | 17e       | 1ste ronde: V van FIN Hämäläinen: punten |
| Anthony Byrne    | -60kg (m)   | Brons     | 1ste ronde: vrij 2de ronde: W van TCH Chovanec: gediskwalificeerd kwartfinale: W van USA Molina: punten halve finale: V van FRG Kurschat: punten  |
| Henry Perry      | -63,5kg (m) | 9e        | 1ste ronde: V van FRA Saluden: punten |
| Fred Tiedt       | -67kg (m)   | Zilver    | 1ste ronde: W van POL Walasek: punten kwartfinale: W van USA Lane: punten halve finale: W van AUS Hogarth: punten finale: V van ROU Linca: punten |
| Patrick Sharkey  | +81kg (m)   | 9e        | 1ste ronde: V van SWE Åhsman: knock-out |

### Worstelen
| Olympiër      | Discipline  | Resultaat   | Prestatie                                                                                                |
| Vrije stijl   | Vrije stijl | Vrije stijl | Vrije stijl                                                                                              |
| ------------- | ----------- | ----------- | --- |
| Gerry Martina | -87kg (m)   | 4e          | 1ste ronde: W van GRE Defteraios 2de ronde: vrij 3de ronde: V van AUS Coote 4de ronde: V van URS Kulayev |

### Zeilen
| Olympiër          | Discipline  | Resultaat | Prestatie                           |
| ----------------- | ----------- | --------- | ----------------------------------- |
| John Somers Payne | finn klasse | 16e       | 1830 punten: (9-DNF-9-12-13-12-DNF) |

Afghanistan · Argentinië · Australië · Bahama's · België · Bermuda · Birma · Brazilië · Brits-Guiana · Bulgarije · Cambodja* · Canada · Ceylon · Chili · Colombia · Cuba · Denemarken · Duits eenheidsteam · Egypte* · Ethiopië · Fiji · Filipijnen · Finland · Frankrijk · Griekenland · Groot-Brittannië · Hongarije · Hongkong · Ierland · IJsland · India · Indonesië · Iran · Israël · Italië · Jamaica · Japan · Joegoslavië · Kenia · Liberia · Luxemburg · Malakka · Mexico · Nederland* · Nieuw-Zeeland · Nigeria · Noord-Borneo · Noorwegen · Oeganda · Oostenrijk · Pakistan · Peru · Polen · Portugal · Puerto Rico · Roemenië · Singapore · Sovjet-Unie · Spanje* · Taiwan · Thailand · Trinidad en Tobago · Tsjecho-Slowakije · Turkije · Uruguay · Venezuela · Verenigde Staten · Vietnam · Zuid-Afrika · Zuid-Korea · Zweden · Zwitserland*

*alleen deelgenomen in Stockholm